# Turcja na Zimowych Igrzyskach Olimpijskich 1960
Turcję na Zimowych Igrzyskach Olimpijskich 1960 reprezentowało 2 zawodników. Był to czwarty start Turcji na zimowych igrzyskach olimpijskich.

## Reprezentanci

### Narciarstwo alpejskie

#### Mężczyźni
| Zawodnik          | Konkurencja   | 1. przejazd | 1. przejazd | 2. przejazd | 2. przejazd | Suma czasów      | Pozycja          | Źródło |
| Zawodnik          | Konkurencja   | Czas        | Pozycja     | Czas        | Pozycja     | Suma czasów      | Pozycja          | Źródło |
| ----------------- | ------------- | ----------- | ----------- | ----------- | ----------- | ---------------- | ---------------- | ------ |
| Zeki Şamiloğlu    | Zjazd         | 2:42.4      | 58.         | —           | —           | 2:42.4           | 58.              | [ 1 ]  |
| Muzaffer Demirhan | Zjazd         | DSQ         | DSQ         | —           | —           | Nieklasyfikowany | Nieklasyfikowany | [ 1 ]  |
| Zeki Şamiloğlu    | Slalom gigant | 2:26.3      | 54.         | —           | —           | 2:26.3           | 54.              | [ 2 ]  |
| Muzaffer Demirhan | Slalom gigant | DSQ         | DSQ         | —           | —           | Nieklasyfikowany | Nieklasyfikowany | [ 2 ]  |
| Zeki Şamiloğlu    | Slalom        | 1:21.3      | 31.         | 2:05.7      | 39.         | 3:34.7           | 39.              | [ 3 ]  |
| Muzaffer Demirhan | Slalom        | DSQ         | DSQ         | NQ          | NQ          | Nieklasyfikowany | Nieklasyfikowany | [ 3 ]  |